# Zichi
Lo Zichi è un tipico pane sardo originario di Bonorva, centro abitato del Logudoro, nella Sardegna settentrionale.

## Caratteristiche
Pane circolare in spianate sottili,  morbido o croccante.

## Ingredienti
Gli ingredienti sono farina di grano duro, acqua, sale e Lievito naturale.

## Preparazione
La sera si prepara “sa madrighe” (biga) utilizzando “su fremmentalzu” (pasta conservata da una panificazione precedente)  che viene sciolta in acqua tiepida con aggiunta di farina e lasciato lievitare tutta la notte. La mattina si impasta farina con acqua salata e si aggiunge “sa madrighe”  fino a ottenere un impasto liscio e omogeneo. Si formano dei cerchi di mezzo centimetro di spessore e 35-40 centimetri di diametro, si lascia lievitare 6 - 12 ore a seconda del periodo. In passato veneviva cucinato esclusivamente in forni a legna.

## Consumo
Lo zichi morbido fatto indurire e 
tagliato a pezzi viene cucinato in
brodo di pecora bollente o in un brodo ottenuto con lardo e
prezzemolo.
Ultimamente ne vengono presentate altre varianti alla sagra dedicata nel comune originario Bonorva. Queste varianti si presentano sotto forma di condimento che può andare dai frutti di mare al pesto genovese al nero di seppia.